# Chromios (Sohn des Pterelaos)
Chromios (altgriechisch Χρόμιος Chrómios) ist in der griechischen Mythologie einer der Söhne des Pterelaos, des Königs von Taphos.

## Nachweise
1. ↑  Bibliotheke des Apollodor 2,4,5
2. ↑  Tzetzes, Scholien zu Lykophron, Alexandra 932